# Komuna e Shalës
Komuna e Shalës är en kommun i Albanien.   Den ligger i prefekturen Qarku i Shkodrës, i den norra delen av landet, 110 km norr om huvudstaden Tirana.
Omgivningarna runt Komuna e Shalës är en mosaik av jordbruksmark och naturlig växtlighet.  Runt Komuna e Shalës är det ganska tätbefolkat, med 93 invånare per kvadratkilometer.